# Jordan Angełow
Jordan Kolew Angełow, bułg. Йордан Колев Ангелов (ur. 28 sierpnia 1953 w Jambole, zm. 5 maja 2013 w Sofii) – bułgarski siatkarz, reprezentant kraju, srebrny medalista olimpijski (1980).
Podczas igrzysk w Moskwie w lipcu 1980 roku był kapitanem bułgarskiej drużyny, która zdobyła srebrny medal olimpijski w turnieju mężczyzn. Bułgarska reprezentacja zajęła wówczas drugie miejsce, przegrywając tylko z zespołem ze Związku Radzieckiego. Angełow wystąpił w pięciu meczach – w fazie grupowej przeciwko Kubie (wygrana 3:1), Czechosłowacji (wygrana 3:0) i Włochom (wygrana 3:1), w półfinale przeciwko Polsce (wygrana 3:0) i w finale przeciwko ZSRR (przegrana 1:3).
W narodowej reprezentacji wystąpił również w turniejach mistrzostw świata w 1978 i 1982 roku oraz mistrzostw Europy w 1975, 1977, 1979 i 1981 roku. W ostatnim starcie w mistrzostwach Europy zdobył brązowy medal.
Na szczeblu klubowym reprezentował Lewskiego Sofia (z którym w 1980 roku zdobył mistrzostwo Bułgarii), później przeniósł się do Włoch, gdzie grał w Asti Riccadonna (1983–1984), Bistefani Asti (1984–1985) i SAV Bergamo (1985–1988). Po zakończeniu kariery został trenerem. Jego syn Swetosław również uprawiał siatkówkę.